# Jean Saldaqui

a Compétitions nationales et continentales officielles uniquement.

Jean Saldaqui, né le 20 avril 1913 à Lanne-en-Barétous (Basses-Pyrénées) et mort le 19 décembre 1991 à Jurançon, est un joueur français de rugby à XV évoluant au poste de deuxième ligne.
Il évolue principalement à la Section paloise durant sa carrière.

## Biographie
Originaire de Lanne-en-Barétous, Jean Saldaqui débute le rugby avec les Coquelicots de Pau. Saldaqui évolue ensuite avec un club de quartier palois, l'Etoile Sportive de Lartigue. Par la suite, il évolue avec le Sporting Club d'Angoulême, ville où il effectue son service militaire. Saldaqui rejoint ensuite le BEC du béarnais Robert Scohy. En 1936, il effectue son retour dans le Béarn, en signant à la Section paloise.
Il emporte le Challenge Yves du Manoir en 1939 avec la Section paloise. Après avoir éliminé l'Aviron bayonnais en demi-finale, La Section s'impose en finale face au RC Toulon sur le score de 5 à 0 après prolongations, grâce à un essai de Desperbasque, transformé par André Courtade.
Il est aux portes de l'équipe de France lorsque survient la Seconde Guerre mondiale. Jean Saldaqui est fait prisonnier durant cette dernière.
Finalement, il termine sa carrière à la Section paloise en 1947.

## Palmarès
- Vainqueur du Challenge Yves du Manoir en 1939  avec la Section paloise[11].